# Tiêu dùng quá mức

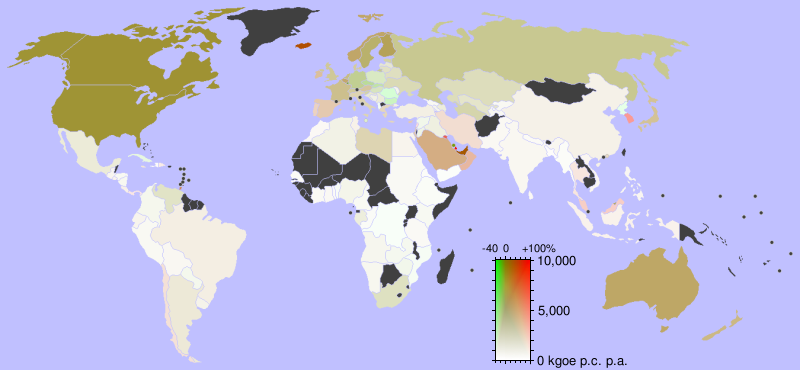
Tiêu thụ năng lượng trên toàn cầu tính theo bình quân đầu người mỗi quốc gia năm 2001

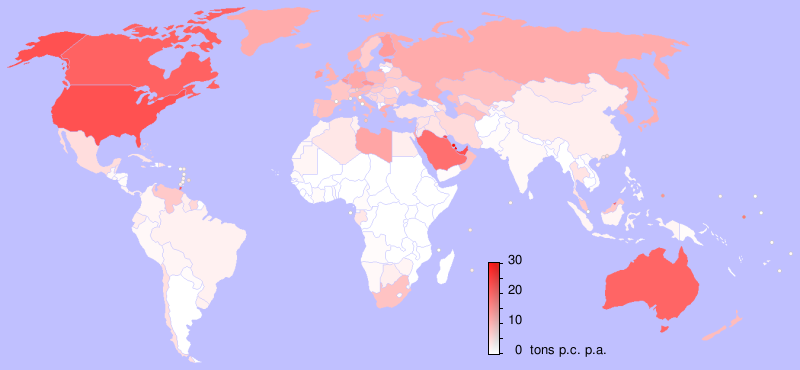
Phát thải CO trên đầu người toàn cầu tính theo năm và quốc gia trước năm 2006

Tiêu dùng quá mức hay tiêu thụ quá mức là tình huống khi việc sử dụng các nguồn tài nguyên thiên nhiên tái tạo đã vượt qua khả năng tái tạo của các nguồn này. Một mô hình dài hạn của tiêu dùng quá mức cuối cùng dẫn đến sự mất mát các cơ sở tài nguyên. Việc sử dụng khái niệm tiêu dùng quá mức khá gây tranh cãi và không nhất thiết phải có duy nhất một định nghĩa thống nhất. Tiêu dùng quá mức được dẫn dắt bởi vài yếu tố của nền kinh tế toàn cầu hiện tại, bao gồm các tác nhân như chủ nghĩa tiêu dùng, sự lỗi thời có tính toán (planned obsolescence), và các mô hình kinh doanh không bền vững khác và có thể trái ngược với tiêu dùng bền vững.
Định nghĩa những gì được coi là "tiêu dùng quá mức" là rất thách thử bởi vì việc định nghĩa một khả năng bền vững của một hệ thống cần rất nhiều giá trị. Tổng khả năng của một hệ thống xảy ra ở các mức độ địa phương và toàn cầu, có nghĩa là những vùng nhất định có thể có sự tiêu thụ các tài nguyên nhất định cao hơn những vùng khác do lượng tài nguyên lớn hơn mà không tiêu thụ quá mức một tài nguyên nào. Một mô hình dài hạn của tiêu dùng quá mức ở bất kì vùng hoặc hệ sinh thái nào cũng có thể gây ra sự sụt giảm lượng tài nguyên thiên nhiên và thường dẫn đến sự suy thoái môi trường.
Các cuộc thảo luận về tiêu dùng quá mức thường đi cùng các cuộc thảo luận về quy mô và sự phát triển dân số, và sự phát triển con người: nhiều người hơn cần chất lượng sống cao hơn, hiện tại là cần sự khai thác tài nguyên lớn hơn, điều này dẫn đến sự suy thoái môi trường như biến đổi khí hậu và mất mát đa dạng sinh học. Hiện tại, dân cư ở các nước giàu, "đã phát triển" tiêu thụ tài nguyên ở mức độ cao gấp 32 lần ở các thị trường tiêu thụ đang phát triển. Các nước này đang dần có được sức mua lớn hơn và được kì vọng rằng khu vực Global South, bao gồm các thành phố ở châu Á, châu Mĩ và châu Phi, sẽ chiếm tới 56% sự phát triển tiêu dùng vào năm 2030. Điều này nghĩa là nếu xu hướng hiện tại tiếp diễn, tỉ lệ tiêu thụ tương đối sẽ dịch chuyển vào các nước đang phát triển, trong khi các nước phát triển sẽ bắt đầu chững lại. Mục Tiêu Phát Triển Bền Vững 12 "tiêu thụ và sản xuất có trách nhiệm" là chính sách toàn cầu chính với mục tiêu là làm giảm sự ảnh hưởng của tiêu thụ quá mức.

## Nguyên nhân

### Sự tăng trưởng kinh tế
Sự tăng trưởng kinh tế đôi khi được xem là nguồn động lực cho tiêu thụ quá mức. Sự tăng trưởng kinh tế có thể được xem là chất xúc tác cho tiêu thụ quá mức do nó yêu cầu lượng tài nguyên đầu vào lớn hơn để duy trì đà tăng trưởng. Trung Quốc là một ví dụ nơi hiện tượng này được quan sát một cách dễ dàng. GDP của Trung Quốc đã tăng mạnh từ năm 1978, và lượng nhiên liệu tiêu thụ đã tăng gấp 6 lần. Đến năm 1983, lượng tiêu thụ của Trung Quốc đã vượt quá lượng sinh học của các tài nguyên thiên nhiên ở nước này, dẫn đến tiêu thụ quá mức. Trong vòng 30-40 năm qua, Trung Quốc đã chứng kiến sự tăng đáng kể về ô nhiễm, thoái hóa đất, và sự cạn kiệt nguồn tài nguyên không tái tạo , điều này liên kết với sự tăng trưởng kinh tế đáng kể của nước này. Chưa biết được liệu các nước đang phát triển nhanh khác có chứng kiến các xu hướng tương tự trong việc tiêu thụ quá mức hay không.
Lý thuyết về dân số quá mức phản ánh các vấn đề về khả năng chịu đựng mà không tính đến mức tiêu thụ bình quân đầu người, theo đó các quốc gia đang phát triển được đánh giá sẽ tiêu thụ nhiều hơn diện tích đất của họ có thể hỗ trợ. Liên Hợp Quốc ước tính rằng dân số thế giới sẽ đạt 9,8 tỷ vào năm 2050 và 11,2 vào năm 2100. Sự tăng trưởng này sẽ tập trung cao độ ở các quốc gia đang phát triển cũng đặt ra vấn đề bất bình đẳng về tiêu dùng. Các quốc gia sẽ trở thành thống trị của người tiêu dùng phải kiêng lạm dụng một số hình thức tiêu thụ, đặc biệt là tiêu thụ năng lượng CO2. Các đảng xanh và phong trào sinh thái thường lập luận rằng mức tiêu thụ trên mỗi người, hoặc dấu chân sinh thái, thường thấp hơn ở những quốc gia nghèo, thay vì ở các quốc gia giàu hơn.